# José Navarro (piłkarz)
José Arambru Navarro (24 września 1948 w Limie) – piłkarz peruwiański, prawy obrońca.
W latach 1969–1971 Navarro był graczem klubu Defensor Arica Lima, a w 1973 roku był piłkarzem klubu Municipal Lima.
W 1973 roku Navarro wziął udział w eliminacjach do finałów mistrzostw świata w 1974 roku, grając we wszystkich trzech meczach przeciwko Chile. W 1974 był piłkarzem klubu Defensor Lima, po czym w 1975 roku został graczem klubu Club Sporting Cristal.
Jako gracz klubu Sporting Cristal był w składzie reprezentacji podczas turnieju Copa América 1975, gdzie Peru zdobyło tytuł mistrza Ameryki Południowej. Navarro zagrał w trzech meczach – z Boliwią u siebie (zmienił Rubéna Díaza), z Chile u siebie (zmienił Rubéna Díaza) i z Brazylią na wyjeździe (zastąpił na boisku Eleazara Sorię).
W 1977 roku wziął udział w eliminacjach do finałów mistrzostw świata w 1978 roku. Navarro zagrał w trzech meczach – z Chile, Brazylią i Boliwią.
Wciąż jako piłkarz klubu Sporting Cristal był w składzie reprezentacji narodowej podczas finałów mistrzostw świata w 1978 roku. Zagrał w dwóch meczach – w przegranym 0:3 meczu z Brazylią i w przegranym 0:1 meczu z Polską.
Nadal grając w Sporting Cristal wziął udział w turnieju Copa América 1979, gdzie Peru przegrało walkę o finał z drużyną Chile. Navarro zagrał tylko w bezbramkowym meczu wyjazdowym z Chile.
W Sporting Cristal grał do 1980 roku, a w 1982 roku był piłkarzem klubu Juan Aurich Chiclayo.
Navarro od 9 sierpnia 1972 roku do 1 listopada 1979 roku rozegrał w reprezentacji Peru 30 meczów, w których nie zdobył żadnej bramki.